# JCVD
JCVD is een Belgisch-Frans-Luxemburgse (Franstalige) film uit 2008 onder regie van Mabrouk El Mechri. Het verhaal is een satire op de actiefilms waarin Jean-Claude Van Damme schier onoverwinnelijke vechtmachines speelt die eerst rake klappen uitdelen en vervolgens als bejubelde overwinnaars weglopen, zonder dat hunzelf ooit één klacht ten laste wordt gelegd. De Belgische acteur speelt in JCVD zichzelf. Voor deze rol werd hij genomineerd voor een Chlotrudis Award.

## Verhaal
Jean-Claude Van Damme is een inmiddels 47-jarige, conditioneel over zijn hoogtepunt heen zijnde acteur in actiefilms, die per titel goedkoper en slechter gemaakt worden. Hij heeft het geld niettemin hard nodig om de puinhopen op te ruimen die hij in zijn privéleven heeft gemaakt. Hij verliest zijn meest recente rechtszaak om de voogdij over zijn dochtertje Gloria, mede omdat de personages die hij altijd speelt stuk voor stuk slechte voorbeelden vormen voor een opgroeiend kind. Van Damme wil met zijn advocaat Bernstein in hoger beroep, maar hij is blut. Tot overmaat van ramp wordt een hem in het vooruitzicht gestelde rol op het laatste moment aan Steven Seagal gegeven.
Van Damme gaat terug naar het Belgische Schaarbeek om er opnieuw te beginnen. Hoewel de lokale bewoners graag afgeven op zijn 'soort' actiehelden, slaan ze om als een blad aan een boom wanneer hij persoonlijk het plaatsje binnenwandelt. Ze vereren hem als held die het van een klein Belgische plaatsje geschopt heeft tot Hollywood. Hij gaat met een paar jongens op de foto en loopt vervolgens het postkantoor binnen, waar hij zijn geldzaken wil gaan regelen. Vijf minuten later horen diezelfde jongens geweerschoten vanuit het postkantoor en gaan daarvan de rolluiken dicht. Er vindt een gijzeling plaats.
Kort daarop arriveren inspecteur Pertier en commissaris Bruges ter plaatse. Zij openen telefonisch de onderhandelingen met Van Damme en willen weten wat hij eist in ruil voor vrijlating van de gijzelaars. In werkelijkheid wordt Van Damme zelf óók gegijzeld en gebruiken de drie echte gijzelnemers hem alleen om de gesprekken te voeren, totdat ze doorkrijgen dat de politie denkt dat Van Damme zelf de misdaad pleegt en ze hem dwingen die rol te blijven spelen. Bedreigd met een pistool is de Belgische acteur hulpeloos en heeft hij geen andere keuze dan te doen wat van hem wordt verlangd. Een van de gijzelnemers is een fan van Van Dammes films en vermaakt zich tijdens de gijzeling prima door met hem te praten.

## Rolverdeling
| Acteur                | Personage             |
| --------------------- | --------------------- |
| Jean-Claude Van Damme | Jean-Claude Van Damme |
| Saskia Flanders       | Gloria                |
| Alan Rossett          | Bernstein             |
| Norbert Rutili        | Pertier               |
| François Damiens      | Bruges                |
| Liliane Becker        | Moeder van Van Damme  |
| François Beukelaers   | Vader van Van Damme   |
| Paul Rockenbrod       | Tobey Wood            |
| Jesse Joe Walsh       | Jeff                  |
| Olivier Bisback       | Eric                  |